# Unione Sportiva Carrarese 1966-1967
Questa voce raccoglie le informazioni riguardanti l'Unione Sportiva Carrarese nelle competizioni ufficiali della stagione 1966-1967.

## Rosa
| N. |                   | Ruolo | Calciatore            |
| -- | ----------------- | ----- | --------------------- |
|    | Italia (bandiera) | A     | Renzo Aldi            |
|    | Italia (bandiera) | D     | Giovanni Bacis        |
|    | Italia (bandiera) |       | Baratta               |
|    | Italia (bandiera) | C     | Michele Benedetto     |
|    | Italia (bandiera) |       | Bertolini             |
|    | Italia (bandiera) | C     | Biondi                |
|    | Italia (bandiera) | P     | Adelmo Bocchini       |
|    | Italia (bandiera) |       | Cagnetti              |
|    | Italia (bandiera) | C     | Cazzola               |
|    | Italia (bandiera) | D     | Pierangelo Ceccarelli |
|    | Italia (bandiera) | C     | Franco Dal Maso       |

| N. |                   | Ruolo | Calciatore        |
| -- | ----------------- | ----- | ----------------- |
|    | Italia (bandiera) | A     | Dossena           |
|    | Italia (bandiera) |       | Fagnani           |
|    | Italia (bandiera) | C     | Fiorani           |
|    | Italia (bandiera) |       | Gambari           |
|    | Italia (bandiera) |       | Guerra            |
|    | Italia (bandiera) | D     | Guglielmo Magazzù |
|    | Italia (bandiera) | P     | Enzo Magnanini    |
|    | Italia (bandiera) | A     | Roberto Marni     |
|    | Italia (bandiera) | D     | Rocco Panio       |
|    | Italia (bandiera) |       | Ronchi            |
|    | Italia (bandiera) |       | Sai               |